# Chiliile
Chiliile est une commune roumaine située dans le județ de Buzău.